# Кобаясі Яйой
Кобаясі Яйой (яп. 小林 弥生; нар. 18 вересня 1981) — японська футболістка. Вона грала за збірну Японії.

## Клубна кар'єра
У 1999 році дебютувала в «Ніппон ТВ Белеза». Наприкінці сезону 2004 року вона завершила ігрову кар'єру.

## Виступи за збірну
Дебютувала у збірній Японії 24 березня 1999 року в поєдинку проти Франції. У складі японської збірної учасниця жіночого чемпіонату світу 1999 та 2003 років та Літніх олімпійських ігор 2004 року. З 1999 по 2004 рік зіграла 54 матчі та відзначилася 12-а голами в національній збірній.

## Статистика виступів
| Збірна Японії | Збірна Японії | Збірна Японії |
| Рік           | Матчі         | Голи          |
| ------------- | ------------- | ------------- |
| 1999          | 8             | 2             |
| 2000          | 1             | 0             |
| 2001          | 12            | 2             |
| 2002          | 11            | 1             |
| 2003          | 14            | 6             |
| 2004          | 8             | 1             |
| Загалом       | 54            | 12            |